# Fred Cavayé

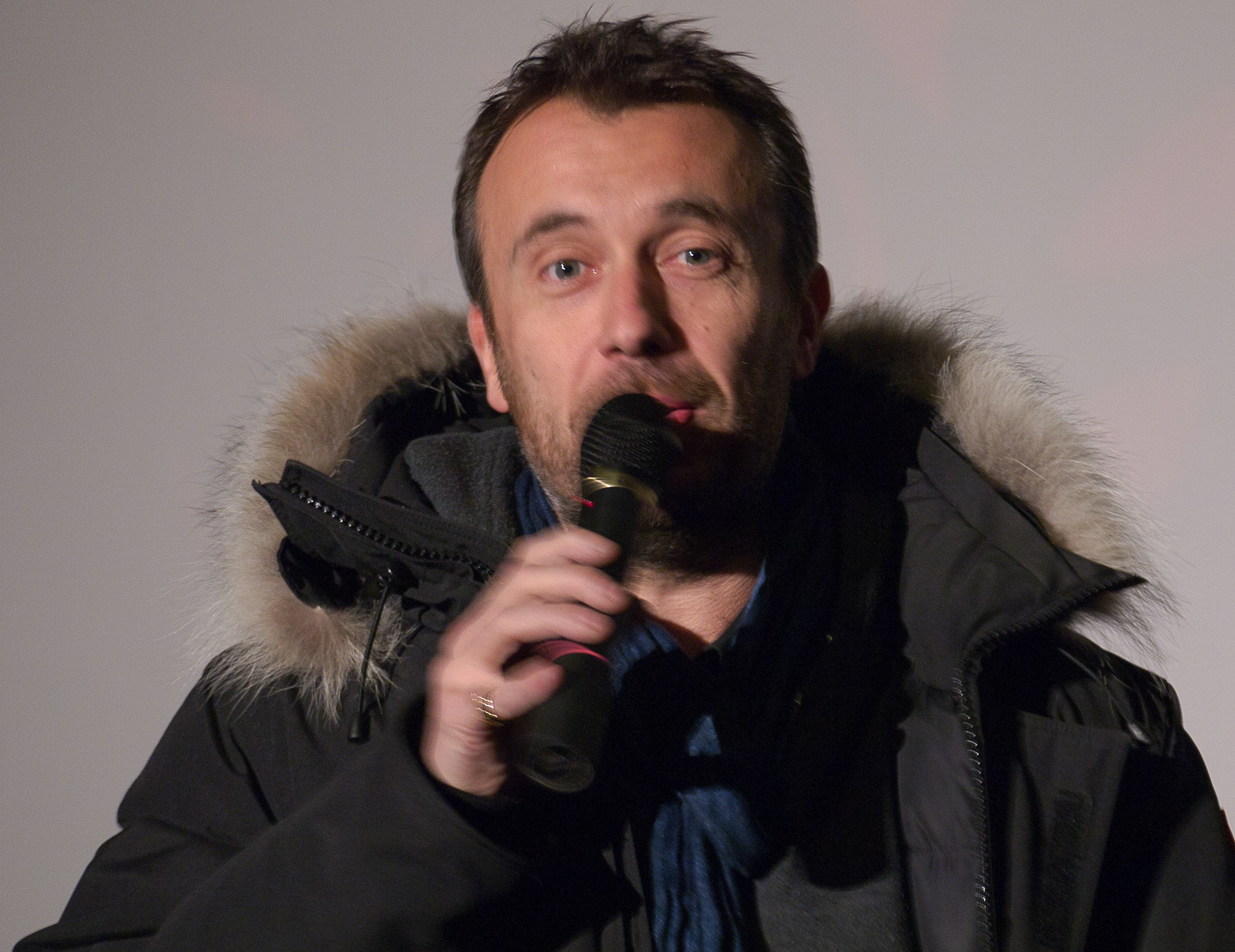
Fred Cavayé, 2010.

Fred Cavayé (Rennes, 14 de diciembre de 1967) es un guionista y director de cine francés. Comenzó trabajando como fotógrafo en el mundo de la moda.

## Filmografía

### Director

#### Cortometrajes
- 1996 : Jean-René
- 1999 : J
- 2001 : Chedope
- 2003 : À l'arraché
- 2012 : Les Infidèles - Le Prologue

#### Películas
- 2008: Pour elle
- 2010: À bout portant
- 2014: Mea Culpa
- 2016: Radin !
- 2018: Le jeu
- 2021: Adieu monsieur Haffmann

### Guionista
- 2008 : La Guerre des miss de Patrice Leconte
- 2010 : Les Trois Prochains Jours (The Next Three Days) de Paul Haggis (remake de Pour elle)